# Maria Archipova
Maria Archipova (Russisch: Мари́я Архи́пова) (Moskou, 9 januari 1983) alias Masha Scream, is een Russische muzikante. Archipova is de zangeres, songwriter en stichter van folkmetalband Arkona (Аркона). Ze heeft daarnaast ook in andere bands als Nargathrond gespeeld.

## Trivia
Archipova is getrouwd met medebandlid Sergej "Lazar" Atrasjkevitsj en het echtpaar heeft twee kinderen.